# Brygadier
Brygadier
1. Tytuł wojskowy wprowadzony po raz pierwszy do armii francuskiej przez marszałka Turenna, który w 1667 mianował brygadierami pułkowników dowodzących brygadami. Stopień ten był pośredni pomiędzy rangą szefa i pułkownika. W polu dowództwa nad dwiema brygadami piechoty i kawalerii stojącymi w pobliżu obejmował brygadier kawalerii, w twierdzach i okopach brygadier piechoty. Tytuł ten zniósł marszałek Broglie. W późniejszych czasach z nastaniem brygad utworzonych z półbrygad, dowodzący nimi generał nazywał się generałem brygady. Początkowo, gdy nazwę brygadiera stosowano do różnych urzędów i stopni, dowódców brygad piechoty i kawalerii tytułowano brigadier des armées du roi[1].
2. Stopień służbowy używany na świecie w formacjach mundurowych (wojsku, policji, żandarmerii, straży pożarnej itp.).

## Wojsko

### Za granicą
Stopień wojskowy brygadiera związany jest historycznie z funkcją dowódcy brygady. Zazwyczaj jest to ranga wyższa od pułkownika, ale w zależności od specyfiki danego kraju brygadier zaliczany jest do oficerów starszych lub uznawany za najniższy stopień generalski (wówczas często na język polski nazwę stopnia tłumaczy się jako 'generał brygady', OF-6 w klasyfikacji NATO).
W brytyjskich wojskach lądowych oraz w armiach nawiązujących do wzorów brytyjskich brygadier jest stopniem pomiędzy pułkownikiem (Colonel), a generałem majorem (Major-General). Mimo że posiada oznaki stopnia (korona i trzy romby) podobne do pułkownika (korona i dwa romby), ale jako dowodzący brygadą uznawany jest za równorzędnego wobec generała brygady (OF-6).

Brigadier British Army
Brigadier Australian Army
Brygadier wojsk lądowych Sri Lanki
Brigadier Indian Army
Brygadier wojsk lądowych Pakistanu

W argentyńskich i brazylijskich siłach powietrznych brygadier jest odpowiednikiem generała, stąd występują następujące stopnie wojskowe:
- argentyńskie wojska lotnicze:

Brigadier (OF-7)
Brigadier mayor (OF-8)
Brigadier general (OF-9)

- brazylijskie wojska lotnicze:

Brigadeiro-do-ar (OF-7)
Major-brigadeiro (OF-8)
Tenente-brigadeiro (OF-9)

We Francji oraz w armiach wzorowanych na armii francuskiej stopień brygadiera w oddziałach kawaleryjskich należy do stopni podoficerskich i odpowiada randze kaprala.

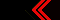
Brigadier (OR-3)
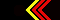
Brigadier-chef (OR-4)
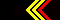
Brigadier-chef (1e classe)
Gendarme Adjoint Brigadier Chef (Żandarmeria Narodowa)

### W Polsce
W Polsce stopień brygadiera pojawił się w 2 poł. XVIII w. Nosili go (obok stopnia wicebrygadiera) dowódcy brygad kawalerii narodowej, którzy następnie zostali zrównani z generałami majorami:
- Rafał Dzierżek
- Antoni Józef Madaliński – dowódca 1 Wielkopolskiej Brygady Kawalerii Narodowej
- Jan Potocki
- Tadeusz Suchorzewski
- Michał Wielhorski

Wicebrygadierzy (część z nich awansowała na wyższe stopnie):
- Józef Kopeć – ranny pod Maciejowicami
- Jan Henryk Dąbrowski – dowódca 7 Brygady Kawalerii Narodowej (1794 r.)
- Józef Drzewiecki
- Sebastian Dunikowski
- Fabian Gordon (awans na brygadiera w listopadzie 1794)
- Jan Ludwik Manget – dowódca 2 Małopolskiej Brygady Kawalerii Narodowej
- Kazimierz Rozwadowski

W konnych oddziałach Legii Nadwiślańskiej (ułani) zorganizowanych na wzór francuski brygadierem określano podoficera, będącego odpowiednikiem kaprala, oraz trębacza: trębacz brygadier (sztabs-trębacz).
W Legionach Polskich u boku Austro-Węgier mianem brygadiera określano dowódców poszczególnych brygad, w tym – płk Józefa Piłsudskiego, dowódcę I Brygady.
Była to jednak nazwa funkcji, a nie stopnia wojskowego, nieznanego w armii austro-węgierskiej.

## Państwowa Straż Pożarna
Brygadier (bryg.) – stopień oficerski w PSP. Niższym stopniem jest młodszy brygadier, wyższym starszy brygadier. Odpowiedni podpułkownikowi wojsk lądowych i powietrznych, komandorowi porucznikowi Marynarki Wojennej, podpułkownikowi BOR-u, młodszemu inspektorowi Policji i podpułkownikowi Służby Więziennej. Stopniem niższym od brygadiera jest młodszy brygadier, wyżsi rangą są natomiast starszy brygadier, nadbrygadier i generał brygadier.

## Policja i żandarmeria
We francuskiej żandarmerii stopnie brygadierów odpowiadają polskim stopniom podoficerskim (w klasyfikacji NATO):
- brigadier – starszy szeregowy,
- brigadier-chef – kapral.

W policji francuskiej (Police nationale) występują następujące stopnie brygadierów: sous-brigadier, brigadier, brigadier-chef odpowiadające w przybliżeniu polskim sierżantom.
W policji holenderskiej (Nationale Politie) stopień brygadiera znajduje się między rangą wyższego agenta (hoofdagent) a rangą inspektora (inspecteur), który (wraz ze stopniem nadinspektora Hoofdinspecteur) jest niższy od komisarza (Commissaris), będącego wraz ze stopniem nadkomisarza (Hoofdcommissaris) najwyższymi rangami w tamtejszej policji. Por. Stopnie w polskiej policji.

## Inne
- W Armii Zbawienia do 1973 r. używano stopnia brygadiera na określenie rangi pomiędzy majorem (Major) a podpułkownikiem (Lieutenant-Colonel).
- Tytuł brygadiera nosi Tadeusz Woś, założyciel i przywódca nawiązującego do tradycji piłsudczykowskich Związku Strzeleckiego "Strzelec" Równość – Wolność – Niepodległość (zob. Związek Strzelecki „Strzelec”).
- Brygadier – szef brygady roboczej w obozach pracy (gułagach) w ZSRR, więzień, który nadzorował pracę innych więźniów.
- Określenie stosowane także w innych krajach jako odpowiednik brygadzisty.
- Stopień brygadiera jest najwyższym stopniem w Związku Strzeleckim "Strzelec"-Organizacji Społeczno-Wychowawczej, nadawany jest osobom pełniącym funkcję Komendanta Głównego.